# Afroestricus insectaris
Afroestricus insectaris là một loài ruồi trong họ Asilidae. Afroestricus insectaris được Scarbrough miêu tả năm 2005. Loài này phân bố ở vùng nhiệt đới châu Phi.